# Territórios não incorporados dos Estados Unidos
Sob a lei dos Estados Unidos, um território não incorporado é uma área controlada pelo governo dos Estados Unidos qual não é parte dos (o.s., "incorporado" nos) Estados Unidos. Em territórios não incorporados a constituição dos EUA se aplica apenas parcialmente. Na ausência de uma lei orgânica, um território é classificado como não organizado. Em territórios não incorporados "direitos fundamentais se aplicam como uma questão de lei, mas outros direitos constitucionais não estão disponíveis". Selecionadas provisões constitucionais se aplicam dependendo de leis congressionais e decisões judiciais de acordo para a prática constitucional, tradição local e lei dos EUA.
Existem atualmente treze territórios não incorporados, compreendendo uma área de terra de aproximadamente 12 mil quilômetros quadrados (4.63 mil milhas quadradas) contendo uma população de aproximadamente 4 milhões de pessoas; Porto Rico sozinho compreendendo a vasta maioria de ambas a área total e população total.
Dos 13 territórios, cinco são habitados. Estes são tanto organizados ou autogovernados, mas não incorporados. Estes são Porto Rico, Guam, Ilhas Marianas Setentrionais, Ilhas Virgens dos EUA, e Samoa Americana. Há também nove possessões desabitadas dos EUA, das quais apenas o Atol Palmyra é incorporado. (Ver Territórios dos Estados Unidos, Território não organizado e área insular).

## Visão geral
Todos os territórios modernos habitados sob o controle do governo federal podem ser considerados como parte dos "Estados Unidos" para propósitos de lei como definido em legislação específica; mas, o termo judicial "não incorporado" foi cunhado para legitimar a aquisição territorial tardia pelos EUA sem cidadania e sua administração sem proteções constitucionais temporariamente até o congresso fazer outras provisões. A jurisprudência permitiu ao congresso impor regimes fiscais discriminatórios com o efeito de uma tarifa protetiva em cima de regiões territoriais quais não eram estados domésticos.
De 1901 a 1905, a Suprema Corte dos EUA, em uma série de opiniões conhecidas como casos Insulares, considerou que a constituição estendia ex proprio vigore ("de sua própria força") para os territórios continentais. Entretanto, a Corte nesses casos também estabeleceram a doutrina de incorporação territorial, sob qual a constituição aplica completamente apenas em territórios incorporados tais como Alasca e Havaí, e aplica apenas parcialmente nos novos territórios não incorporados de Porto Rico, Guam e as Filipinas.
Para definir o que é um território não incorporado, em Balzac v. People of Porto Rico, 258 U.S. 298 (1922), a Corte usou as seguintes afirmações considerando a corte em Porto Rico:

A Corte Distrital dos Estados Unidos não é uma corte verdadeira dos Estados Unidos estabelecida sob o artigo 3 da Constituição para administrar o poder judicial dos Estados Unidos nela transmitido. É criada pela virtude da faculdade congressional soberana, garantida sob os artigos 4, 3, daquele instrumento, de fazer todas as regras e regulações necessárias respeitando o território pertencente aos Estados Unidos. A semelhança de sua jurisdição para aquela das verdadeiras cortes dos Estados Unidos, em oferecer uma oportunidade para não residentes de recorrer para um tribunal não sujeito a influência local, não muda seu caráter como uma mera corte territorial.

Em Glidden Co. v. Zdanok, 370 U.S. 530 (1962) a corte citou Balzac e fez a seguinte afirmação considerando cortes em territórios não incorporados:

Com base em considerações, Artigo III tem sido visto como inaplicável para cortes criadas em territórios não incorporados fora do continente, Downes v. Bidwell, 182 U.S. 244, 266–267; Balzac v. Porto Rico, 258 U.S. 298, 312–313; cf. Dorr v. United States, 195 U.S. 138, 145, 149, e para as cortes consulares estabelecidas por concessões de países estrangeiros, In re Ross, 140 U.S. 453, 464–465, 480. 18

"Os habitantes do território cedido... devem ser admitidos para a usufruição de todos os direitos, vantagens, e imunidades de cidadãos dos Estados Unidos;"
"Esta declaração, embora de algum modo mudada em sua fraseologia, é a equivalente, como apontada em claro em Downes v. Bidwell, da fórmula, empregada desde o início para expressar o propósito para incorporar territórios adquiridos aos Estados Unidos, especialmente na ausência de outras provisões mostrando uma intenção para o contrário." Aqui nós vemos que a lei de incorporação está sob o povo do território, não sob o território por si, por estender a cláusula de imunidades e privilégios da Constituição para eles.

## Lista de territórios não incorporados

### Atuais
| Território                                                  | População  | Área (km²)    | Região   |
| ----------------------------------------------------------- | ---------- | ------------- | -------- |
| Samoa Americana                                             | 55 519     | 197,1 km²     | Pacífico |
| Guam                                                        | 159 358    | 541,3 km²     | Pacífico |
| Ilhas Marianas do Norte                                     | 53 883     | 463,63 km²    | Pacífico |
| Porto Rico                                                  | 3 474 182  | 9104 km²      | Caribe   |
| Ilhas Virgens dos Estados Unidos                            | 109 750    | 346,36 km²    | Caribe   |
| Ilha Baker                                                  | Desabitada | 2,1 km²       | Pacífico |
| Ilha Howland                                                | Desabitada | 1,8 km²       | Pacífico |
| Ilha Jarvis                                                 | Desabitada | 4,5 km²       | Pacífico |
| Atol Johnston                                               | Desabitado | 2,67 km²      | Pacífico |
| Recife Kingman                                              | Desabitado | 76 km²        | Pacífico |
| Atol Midway (administrado como um National Wildlife Refuge) | Desabitado | 6,2 km²       | Pacífico |
| Ilha Navassa (disputada com Haiti)                          | Desabitada | 5,2 km²       | Caribe   |
| Ilha Wake                                                   | 150        | 7,38 km²      | Pacífico |
| Total                                                       | 4 085 200  | 12 272,24 km² |          |
| Território                                                  | População  | Área          | Região   |

### Anteriores
- Filipinas – administrada diretamente pelo governo dos EUA 1898–1901; governo insular 1901–1935; commonwealth 1935–1946; independente desde 4 de julho de 1946
- Zona do Canal do Panamá – administrada diretamente pelo governo dos EUA 1903–1979; conjuntamente administrada com Panamá 1979–1999; revertida para o Panamá começando em 31 de dezembro de 1999

## História
28 de agosto de 1867
O Capitão William Reynolds do USS Lackawanna formalmente tomou possessão do Atol Midway para os Estados Unidos.
11 de abril de 1899
O Tratado de Paris de 1898 entrou em efeito, transferindo Guam, as Filipinas, e Porto Rico da Espanha para os Estados Unidos, todos os três se tornando territórios não organizados, não incorporados. O nome oficial de Puerto Rico foi mudado para Porto Rico, uma reinterpretação fonética do nome espanhol para o território.
12 de abril de 1900
A Foraker Act organizou Porto Rico.
7 de junho de 1900
Os Estados Unidos tomaram controle da porção das Ilhas Samoa lhe dada pelo Tratado de Berlim de 1899, criando o território não organizado, não incorporado da Samoa Americana.
1 de abril de 1901
General Emilio Aguinaldo, o líder filipino na Guerra Filipino-Americana e o Presidente da República de Malolos, se renderam para os Estados Unidos, permitindo aos EUA formar um governo civil para as Filipinas.
23 de fevereiro de 1903
Sob os termos de um acordo de arrendamento de 1903, os Estados Unidos veio a exercer completo controle sob a Baía de Guantánamo, Cuba, enquanto Cuba reteve soberania máxima sob o território.
29 de agosto de 1916
A Philippine Autonomy Act ou Lei Jones foi assinada, prometendo a independência das Filipinas.
2 de março de 1917
Jones–Shafroth Act reorganizou Porto Rico. Essa lei conferiu cidadania dos Estados Unidos sob todos os cidadãos de Porto Rico.
31 de março de 1917
Os Estados Unidos compraram as Ilhas Virgens dos EUA sob os termos de um tratado com a Dinamarca.
17 de maio de 1932
O nome Porto Rico foi mudado para Puerto Rico.
24 de março de 1934
A Lei Tydings–McDuffie foi assinado permitindo a criação da Commonwealth das Filipinas.
4 de julho de 1946
Os Estados Unidos reconheceram a independência filipina.
14 de julho de 1947
As Nações Unidas garantiram o Protetorado das Ilhas do Pacífico para os Estados Unidos, consistindo primariamente de muitas ilhas tomadas durante a Segunda Guerra Mundial, e incluindo o que é agora as Ilhas Marshall, as Ilhas Carolinas, Estados Federados da Micronésia, Ilhas Marianas do Norte, e Palau. Foi um protetorado, e não um território dos Estados Unidos.
5 de agosto de 1947
A Cláusula de Imunidades e Privilégios considerando os direitos, privilégios, e imunidades de cidadãos dos Estados Unidos foi expressamente estendida para Porto Rico pelo Congresso dos EUA através da lei federal codificada no Título 48 do Código dos Estados Unidos como 48 U.S.C. § 737 e assinado pelo Presidente Harry S. Truman. Essa lei indica que os direitos, privilégios, e imunidades de cidadãos dos Estados Unidos deve ser respeitado em Porto Rico para a mesma extensão como se Porto Rico fosse um Estado da União e sujeito para as provisões do parágrafo 1 da seção 2 do artigo IV da Constituição dos Estados Unidos.
1 de julho de 1950
A Guam Organic Act veio em efeito, organizando Guam como um território não incorporado.
25 de julho de 1952
Porto Rico se torna uma Commonwealth dos Estados Unidos, um território não incorporado, organizado, com a ratificação de sua constituição.
22 de julho de 1954
A Lei Orgânica para as Ilhas Virgens dos Estados Unidos veio em efeito, fazendo-as um território não incorporado, organizado.
1 de julho de 1967
A constituição da Samoa Americana se tornou efetiva. Mesmo que nenhuma Lei Orgânica fosse passada, esse movimento para a autogovernação fez a Samoa Americana similar para um território organizado.
12 de setembro de 1967
O Artigo Três da Constituição dos Estados Unidos, foi expressamente estendido para a Corte Distrital dos Estados Unidos para o Distrito de Porto Rico pelo Congresso dos EUA através da lei federal 89-571, 80 Stat. 764, essa lei foi assinada pelo Presidente Lyndon B. Johnson.
1 de janeiro de 1978
As Ilhas Marianas do Norte deixou o Protetorado das Ilhas do Pacífico para se tornar uma commonwealth dos Estados Unidos, fazendo-as não incorporadas e organizadas.
21 de outubro de 1986
As Ilhas Marshall alcançaram a independência do Protetorado das Ilhas do Pacífico, através do protetorado garantido pelas Nações Unidas tecnicamente não tenha terminado até 22 de dezembro de 1990. As Ilhas Marshall permaneceram em livre associação com os Estados Unidos.
22 de dezembro de 1990
As Nações Unidas terminaram o Protetorado das Ilhas do Pacífico para todos exceto para o distrito de Palau.
25 de maio de 1994
As Nações Unidas terminaram o Protetorado das Ilhas do Pacífico para o distrito de Palau, encerrando o território, fazendo de Palau de facto independente, como não era um território dos Estados Unidos.
1 de outubro de 1994
Palau alcançou a independência de jure, mas permaneceu em livre associação com os Estados Unidos.
11 de dezembro de 2012
A Assembleia Legislativa de Porto Rico tem enaltecido uma resolução concorrente para solicitar ao Presidente e o Congresso dos Estados Unidos para responder diligentemente e efetivamente, e para agir sob a demanda do povo de Porto Rico, como expressado livremente e democraticamente no plebiscito realizado em 6 de novembro de 2012, para finalizar, de uma vez por todas, sua atual forma de status territorial e para começar o processo de admitir Porto Rico para a União como um Estado.